# Табунщиков, Юрий Андреевич
Юрий Андреевич Табунщиков (10 октября 1939, Азов) — советский и российский учёный, педагог, доктор технических наук, член-корреспондент РААСН, профессор, заведующий кафедрой МАрхИ, главный редактор журнала «АВОК» и заместитель главного редактора журнала «Энергосбережение».
С 1990 года — президент НП «АВОК» (некоммерческое партнёрство «Инженеры по отоплению, вентиляции, кондиционированию воздуха, теплоснабжению и строительной теплофизике»).
Основные направления научной деятельности — математическое моделирование теплового режима зданий; разработка нормативных документов; экспериментальные исследования теплового режима зданий в экстремальных климатических условиях.

## Биография
Родился 10 октября 1939 года в Азове, Ростовская область.
В 1957 году окончил среднюю школу № 49 в Армавире, Краснодарский край. В том же году поступил в Техническое училище № 2 в Ростове-на-Дону и окончил его в 1959 году, получив специальность слесаря-инструментальщика.
В 1959 году поступил в Ростовский государственный университет, который окончил по специальности «механика» в 1964 году и сразу же поступил в аспирантуру НИИ строительной физики в Москве.
По окончании аспирантуры в 1968 году защитил диссертацию, и в 1969 году ему присудили учёную степень кандидата технических наук. В 1983 году, работая в НИИ строительной физики, получил учёную степень доктора технических наук. В 1985 году получил учёное звание профессора.

## Научные достижения
В 1981 году под руководством Ю. А. Табунщикова на заводе «Москвич» была введена в действие система управления отоплением и вентиляцией с использованием компьютерной техники и математического моделирования.
Разработал научные основы проектирования энергоэффективных зданий как единой энергетической системы. Осуществил научное руководство строительства двух первых в России жилых многоэтажных энергоэффективных зданий (в районе Никулино-2 и на Красностуденческом проезде, 6).
В 1994—2000 годах провёл исследования микроклимата в соборах-музеях Московского Кремля и создал научные основы оптимизации параметров внутреннего климата памятников архитектуры.
Под руководством Ю. А. Табунщикова 22 специалиста защитили кандидатские диссертации и четверо — докторские.
Автор более 400 научных работ, включая семь монографий, в том числе «Математическое моделирование теплового режима зданий», изданное в США на английском языке, а также соавтор первого учебника для архитектурных специальностей «Инженерное оборудование зданий и сооружений».
Инициатор организации и проведения конференции и выставки «Москва — энергоэффективный город», проводимой с 1993 года, съездов НП «АВОК», международного симпозиума «Энергетика крупных городов».

## Трудовая деятельность
Трудовой путь начал в лаборатории отопления и вентиляции Ростовского НИИ по строительству и архитектуре.
С 1969 по 1985 год работал в НИИ строительной физики Госстроя СССР, из них восемь последних лет (1977—1985) возглавлял лабораторию микроклимата и теплоизоляции зданий.
С 1985 года по настоящее время — заведующий кафедрой «Инженерное оборудование зданий и сооружений» МАрхИ.
С 1990 года — президент НП «АВОК», главный редактор журнала «АВОК». С 1995 года — главный редактор журнала «Энергосбережение».

## Общественная деятельность
Член-корреспондент Российской академии архитектуры и строительных наук. Член Международной академии по качеству внутреннего воздуха. Почётный член Международной экоэнергетической академии (МЭА) Азербайджана. Почётный член Американского общества инженеров по отоплению, охлаждению и кондиционированию воздуха (ASHRAE).

## Награды и почётные звания
1980 год — медаль «За активное участие в строительстве олимпийских объектов».
С 1981 по 1987 год — медали ВДНХ за разработку новых нормативных документов по теплозащите зданий.
1997 год — медаль «В память 850-летия Москвы».
1999 год — Золотая медаль Международной экоэнергетической академии Азербайджана.
1999 и 2000 годы — грамоты Правительства Москвы за активную работу в области городского хозяйства и энергосбережения.
2001 год — присвоено звание ASHRAE Fellow.
2001 год — лауреат премии «Золотое сечение» за лучшую книгу об архитектуре.
2002 год — Медаль ордена «За заслуги перед Отечеством» II степени.
2002 год — Малая Золотой медаль РААСН за цикл работ «Инновационные энергосберегающие технологии при проектировании и эксплуатации зданий».
2023 год — Лауреат Премии Правительства Российской Федерации в области науки и техники.
Имеет именной диплом Межправительственной группы экспертов по изменению климата (IPCC) за вклад в работы, по итогам которых IPCC была в 2007 году награждена Нобелевской премией мира «За усилия по изучению и распространению знаний относительно глобального изменения климата в результате жизнедеятельности человека и разработки основополагающих мероприятий, предотвращающих эти изменения».